# Casual Friday
Il Casual Friday, noto anche come casual day o Venerdì americano, è una tendenza diffusa nell’Occidente ad adottare un codice di abbigliamento rilassato e informale nel giorno di venerdì. Spesso si accompagna alla settimana corta di lavoro, che prevede 35-36 ore lavorative settimanali e un ulteriore giorno di riposo, solitamente fissato di lunedì o di venerdì in modo tale da beneficiare di un week-end lungo di tre giorni.
In tale occasione non si indossano abiti completi da uomo, cravatte, camicie e scarpe eleganti.
La tendenza ebbe origine dall'usanza di metà secolo nelle Isole Hawaii con il cosiddetto Aloha Friday, che prevedeva appunto di indossare delle camicie hawaiane nell'ultimo giorno della settimana lavorativa ordinaria. Il casual Friday iniziò negli Stati Uniti negli anni '50 e '60, quando Hewlett-Packard permise ai suoi dipendenti di vestirsi in modo più casual il venerdì e lavorare su nuove idee. L'usanza si diffuse lentamente in California e poi in tutto il mondo fino agli anni '90, quando divenne nota col nome di Casual Friday.
Nel 1994, 497 delle 1000 aziende più importanti d'America organizzavano il Casual Friday, tra cui General Motors, Ford e IBM.
Valerie Steele ha descritto l'introduzione del Casual Friday come il cambiamento più radicale nella moda da lavoro dagli anni '70, quando le donne chiedevano il diritto di indossare i pantaloni in ufficio.
La diffusione del Casual Friday è andata di pari passo con un generale allentamento dei dress code nel mondo occidentale. Marchi di moda come Levi's hanno consapevolmente promosso lo sviluppo della moda business casual al fine di aumentare le vendite dei loro prodotti.
In modo diametralmente opposto, alcune aziende, in particolare di creativi, hanno introdotto un venerdì formale. Poiché i dipendenti sono solitamente vestiti in modo casual, l'abbigliamento formale viene deliberatamente indossato in alcuni venerdì del mese.
Oggi alle Hawaii, "Aloha Wear" indica un abbigliamento da lavoro adatto a qualsiasi giorno della settimana, e il termine Aloha Friday è generalmente usato semplicemente per riferirsi all'ultimo giorno della settimana lavorativa.